# Berkel (dorp)
Berkel is een dorp binnen de voormalige gemeente Berkel en Rodenrijs, in de Nederlandse provincie Zuid-Holland.
Berkel is in de 12de eeuw ontstaan als ontginningsdorp. In het centrum van het dorp staat de 18e-eeuwse hervormde kerk, die een eerdere kerk uit 1347 op dezelfde plaats verving. Na de Tweede Wereldoorlog ontwikkelde Berkel zich tot een forensenplaats.
De dorpen Berkel en Rodenrijs worden tegenwoordig beschouwd als één kern: Berkel en Rodenrijs. Sinds 2007 hoort deze samen met Bergschenhoek en Bleiswijk bij de gemeente Lansingerland.

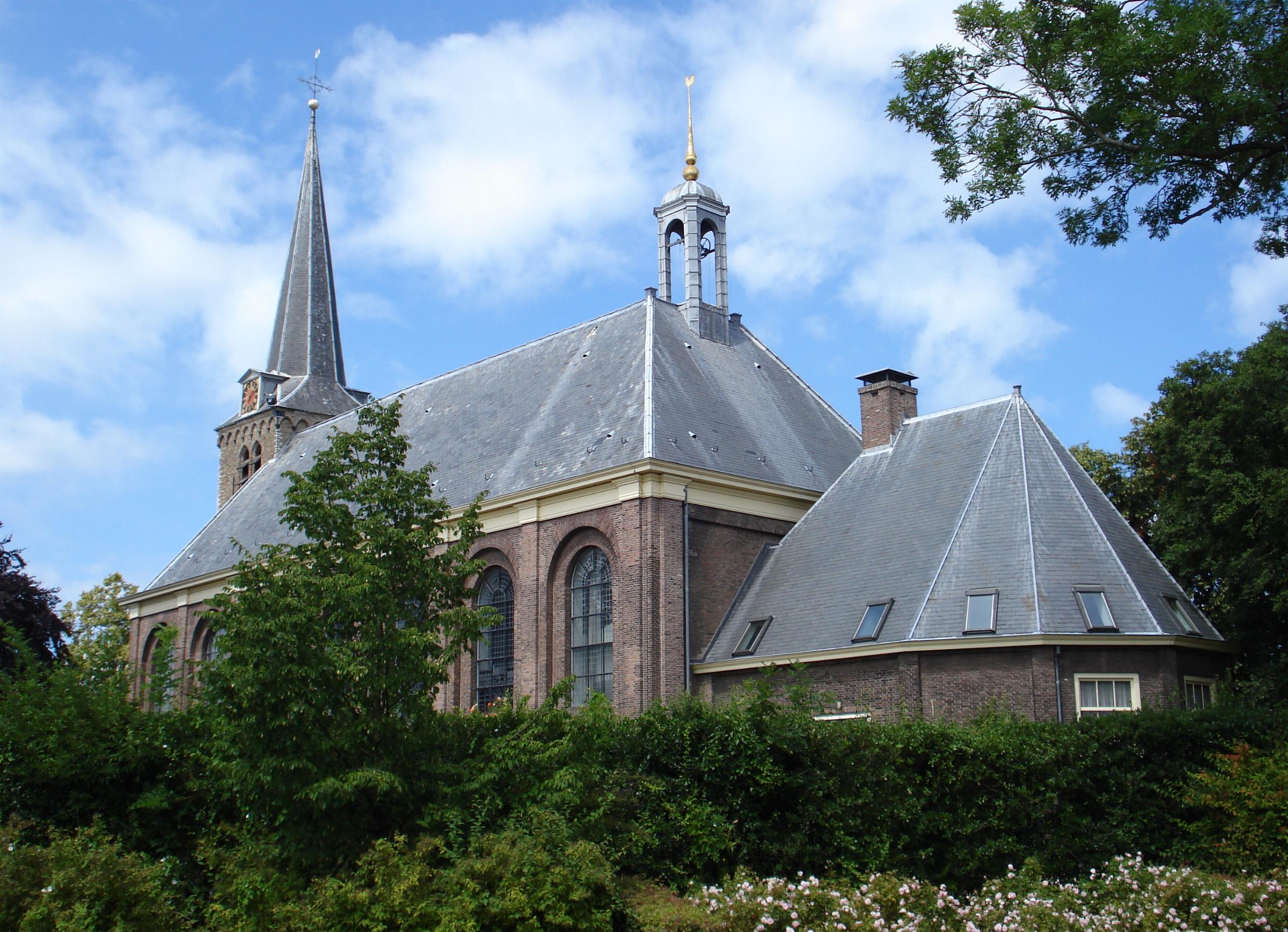
Hervormde kerk

Dorpen: Bergschenhoek · Berkel en Rodenrijs (Berkel en Rodenrijs) · Bleiswijk

Buurtschappen: Kruisweg · Noordeinde · Rotte

Zuid-Holland: Steden en dorpen      Nederland: Provincies · Gemeenten